# 大村市立玖島中学校
大村市立玖島中学校（おおむらしりつ くしまちゅうがっこう, Omura City Kushima Junior High School）は、長崎県大村市久原一丁目にある公立中学校。

## 概要
歴史
1966年（昭和41年）に旧・大村市立大村中学校・大村市立鈴田中学校・大村市立三浦中学校を統合して開校。
学校教育目標
「高い知性と情操、強い意志、体力の伸長を目指し、清新にして活気に満ちた校風を樹立する」
校歌
歌詞は3番まであり、各番に校名の「玖島」が登場する。
校区
校区は広域で、自転車通学やスクールバスで通う生徒もいる。
- 大村市立大村小学校校区（本町（一部）、東本町（一部）、西本町、幸町、久原一丁目、久原二丁目、玖島一丁目、玖島二丁目、玖島三丁目（一部）、片町）
- 大村市立鈴田小学校校区（岩松町、大里町、中里町、陰平町、小川内町、平町）
- 大村市立三浦小学校校区（西部町、日泊町、溝陸町、今村町）

## 年表
前身
大村市立大村中学校（初代）
- 1947年（昭和22年）4月1日 - 学制改革（六・三制の実施）が行われる。
  - 大村市第一国民学校の初等科が改組され、大村市立大村小学校が発足。
  - 大村市第一国民学校の高等科と大村高等実業青年学校の普通科が改組され、「大村市立大村中学校」（新制中学校）が発足。
    - 大村中学校は当初、大村高等実業青年学校の校舎を使用。大村・三城（さんじょう）・鈴田地区の生徒を収容。

- 1949年（昭和24年）6月 - 通学区域の一部が変更される。
  - 大村市立鈴田中学校の新校舎が完成したことにより、鈴田地区の生徒が鈴田中学校へ転出する。
  - 杭出津（くいでつ）地区の生徒が大村市立西大村中学校へ転出する。

- 1953年（昭和28年）3月31日 - 大村の長崎大学学芸学部附属中学校が長崎移転のために廃止されることとなり、3年生約50名を収容。
- 1955年（昭和30年）4月5日 - 長崎大学学芸学部附属小学校跡地（下久原）に移転。
- 1966年（昭和41年）3月31日 - 統合のため廃止される。ただし統合校舎が完成するまでの間「大村市立玖島中学校 大村校舎」として校舎の使用を継続。
- 1968年（昭和43年）3月25日 - 玖島中学校の校舎が完成し、中学生が移転を完了。大村校舎の使用を終了。

大村市立三浦中学校
- 1947年（昭和22年）4月1日 - 学制改革により、「大村市立三浦中学校」が開校。当初は大村市立三浦小学校に併設。
- 1949年（昭和24年）6月2日 - 新校舎が完成し、移転。
- 1966年（昭和41年）3月31日 - 統合のため廃止される。ただし統合校舎が完成するまでの間「大村市立玖島中学校 三浦校舎」として校舎の使用を継続。
- 1968年（昭和43年）3月25日 - 玖島中学校の校舎が完成し、中学生が移転を完了。三浦校舎の使用を終了。校地・校舎を三浦小学校へ移管。

大村市立鈴田中学校
- 1949年（昭和24年）
  - 4月1日 - 大村市立鈴田小学校に「大村市立鈴田中学校」が併設される。
    - 中学校校舎が完成していなかったため、1年生を鈴田小学校の校舎に、2・3年生を大村市立大村中学校の校舎に収容し、分散授業の形をとる。

  - 6月 - 中学校校舎が完成し、全生徒を収容（鈴田地区の中学2・3年生が大村中学校から鈴田中学校に転入する）。

- 1955年（昭和30年）4月5日 - 新校舎が完成し、移転。
- 1966年（昭和41年）3月31日 - 統合のため廃止される。ただし統合校舎が完成するまでの間「大村市立玖島中学校 鈴田校舎」として校舎の使用を継続。
- 1968年（昭和43年）3月25日 - 玖島中学校の校舎が完成し、中学生が移転を完了。鈴田校舎の使用を終了。校地・校舎を鈴田小学校へ移管。

統合・開校
- 1966年（昭和41年）4月1日 - 上記3校が統合し、「大村市立玖島中学校」（現校名）が開校。統合当初は、3校舎で分散授業を実施。
- 1968年（昭和43年）
  - 3月25日 - 新校舎が完成し、3校舎から移転完了。
  - 11月25日 - 体育館が完成。
- 1986年（昭和61年）4月1日 - 大村市立大村中学校（2代目）が分離・新設。校区が現在の範囲に定まる。
- 1987年（昭和62年）4月1日 -  障害児学級を新設。
- 2003年（平成15年）7月31日 - 現在の校舎が完成し、移転。
- 2006年（平成18年）4月1日 - 2学期制[2]を実施。

## アクセス
最寄りのバス停
- 県営バス 玖島中学校バス停

最寄りの道路
- 国道34号

## 周辺
- 長崎県立大村高等学校
- 長崎県立大村城南高等学校

## 著名な卒業生
- 長与千種 - 女子プロレスラー、元クラッシュギャルズ

## 参考資料
- 「大村市史 下巻」（1961年（昭和36年）2月11日発行, 大村市役所）p.300-